# ローデ・シュワルツ
ローデ・シュワルツ (Rohde&Schwarz) は、ドイツのエレクトロニクス企業。日本ではおもに、高周波用高性能測定器のメーカーとして知られる。
学生時代にドイツのイエナ大学で出会ったヘルマン・シュワルツ博士とロター・ローデ博士が、1933年に創業した。本社はミュンヘン、日本法人のローデ・シュワルツ・ジャパン株式会社は新宿区に本社を置く。

## ドイツ本社
エレクトロニクス・電子計測・IT・無線通信分野で製品を開発・製造・販売する。世界70以上の国々に拠点を有し、総従業員数は約13,800人、2022 - 2023年度のグループ年商は27.8億ユーロである。

## 日本法人
ローデ・シュワルツ・ジャパン株式会社は、ドイツ本社が100％出資する子会社で、新宿区に東京本社と東京オフィス、吹田市に大阪オフィス、さいたま市に与野サービスセンター、それぞれを置く。

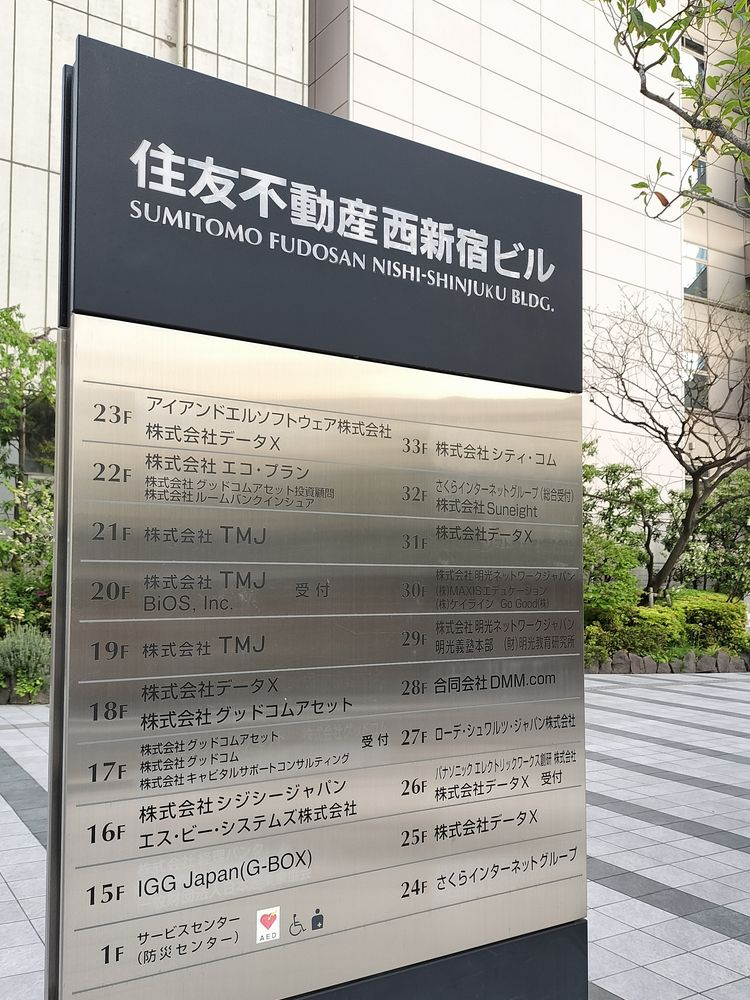
本社は住友不動産西新宿ビルにある

## 主な製品
汎用測定器
オシロスコープ
スペクトラム・アナライザ
信号発生器
ネットワーク・アナライザ
パワー・メータ
ステップ減衰器
オーディオ・アナライザ
EMC用測定器
EMIテストレシーバ
放送用測定器
TVテスト復調器
放送信号発生器
無線機テスタ
WiMAXテスタ
Bluetoothテスタ
マルチスタンダード無線機テスタ
携帯電話用RF試験システム

## 沿革
- 1933年 - ヨーロッパ発の高周波セラミックス用計測器
- 1934年 - 750MHz周波数メータ開発 1kw短波送信設備建設
- 1935年 - 3GHz周波数メータ生産
- 1937年 - 世界初の周波数標準生産
- 1938年 - 世界初のポータブル・クリスタル・クロック
- 1949年 - ヨーロッパ初のVHF音声放送トランスミッタ
- 1958年 - 短波レシーバのスタンダードEK07開発
- 1964年 - ヨーロッパ初の無線ノイズ・モニタリング・システム
- 1967年 - ヨーロッパ初の自動ICテスト・システム
- 1974年 - “intelligent”無線機テスタ
- 1975年 - 世界初のTV信号品質モニタリング・システム
- 1979年 - 世界最高精度の船舶航行モニタリング用無線方向検知器
- 1980年 - ヨーロッパ初のTVステレオ／デュアル音声送信機システム
- 1984年 - 短波リンク自動セットアップ・プロセッサ
- 1986年 - ドイツのラジオ・データ・システム (RDS) 発表 スペクトラム解析の新標準スペクトラム・アナライザFSA
- 1990年 - GSM携帯電話用小型送受信機テスト・システム
- 1992年 - GSMの開発とPCNシステム・シミュレータ
- 1993年 - 小型無線機テスタと基地局シミュレータ
- 1995年 - 世界最大のDABパイロット・プロジェクトの送信設備納入
- 1996年 - ヨーロッパ最大のトランクド無線セル（ベルリン）
- 1997年 - 世界初の地上／衛星デュアル・モード携帯電話システム用レファレンス計測器開発 イギリス国内のDVB-T送信機ネットワークの受注
- 1999年 - 世界初の軍事用ユニバーサル無線
- 2001年 - 世界初のGSM携帯電話用ビルトイン・セキュリティ・システム
- 2002年 - 軍事および政府当局向けの暗号化技術
- 2005年 - ドイツの計測機器メーカーHAMEG Instruments GmbHの事業を継承
- 2007年 - 67GHzまでの連続した周波数レンジに対応したスペクトラム・アナライザ
- 2008年 - 受信、方向探知、測定、復調など、すべての無線モニタリング機能をシングルユニットで搭載した、ワイドバンド・モニタリング・レシーバ
- 2008年 - 9kHz〜7.5GHzの周波数範囲で、微弱な信号をトレースするポータブル受信機
- 2010年 - DVS GmbH（旧 DVS デジタル・ビデオ・システムズ）事業を継承
- 2010年 - 政府当局および企業向けの通信機器メーカーTopexの株式の過半数を取得
- 2011年 - ipoque GmbHを買収
- 2012年 - 無線ネットワークにおけるサービス品質 (QoS) 測定・評価システムのリーディングカンパニーSwissqualを買収
- 2014年 - gateprotect AGを買収
- 2015年 - 企業セキュリティの専門家であるSirrix AGを買収
- 2016年 - Webアプリケーションファイヤーウォールの専門家であるDenyallを買収